# Edmund Pevensie
Pour les autres membres de la famille, voir Pevensie.
Edmund Pevensie est un personnage imaginaire du Monde de Narnia. Il apparaît dans cinq des sept tomes : Le Lion, la Sorcière blanche et l'Armoire magique, Le Cheval et son écuyer, Le Prince Caspian, L'Odyssée du Passeur d'Aurore et La Dernière Bataille.

## Biographie
Edmund est né en 1930, dans Le Lion, la Sorcière blanche et l'Armoire magique, il a environ 10 ans. Il a 2 ans d'écart avec sa sœur, Lucy. Dans La Dernière Bataille, Edmund a environ 19 ans.
Il est le benjamin et traître repenti. Il arrive à Narnia en voulant suivre et faire peur à sa jeune sœur Lucy, et c'est alors qu'il rencontre la Sorcière Blanche ; il ne sait pas encore qui est réellement la sorcière. Elle le gave de confiseries, lui pose plusieurs questions et lui demande de lui amener sa famille en lui promettant de devenir un jour Prince de Narnia. Il trahit alors son frère et ses sœurs et se fait capturer par la Sorcière.
Il est sauvé par les Narniens et ramené au camp. Aslan parle avec lui et il retrouve ses sœurs et son frère. La Sorcière Blanche réclame alors son sang, puisqu'il s'agit d'un traître. Aslan décide alors de se faire tuer à la place de celui-ci. Edmund part en guerre avec son frère, et au terme de cette longue bataille, il se fait poignarder par la Sorcière Blanche. Il a cependant eu le temps de briser la baguette de la Sorcière, et de ce fait sauve tous les Narniens transformés en statues de pierre. Ses frères et sœurs arrivent à le sauver, alors qu'il était presque mort, grâce à la potion magique de Lucy.
Lorsque les quatre enfants sont couronnés Rois et Reines de Narnia, il devient le Roi Edmund le Juste. Durant son règne, il s’efforce de faire régner la justice et la paix dans le Royaume de Narnia. Pour cela, il établit un Conseil qu’il préside afin de prendre les bonnes décisions. Il est cependant soumis aux directives de son grand frère, Peter, Grand Roi de Narnia. Ce dernier récompense le travail de son petit frère en le faisant « chevalier de l’Ordre de la Table ».
Dans Le Prince Caspian, il aide Peter et les Narniens opprimés à renverser le cruel roi Miraz et ses seigneurs, et à faire monter sur le trône le neveu de celui-ci, Caspian X.
Dans L'Odyssée du Passeur d'Aurore, en l'absence de Peter et Susan, il fait partie de l'équipage du Passeur d'Aurore, tout comme Lucy.

## Famille
Edmund a une mère nommée Helen, un frère nommé Peter, deux sœurs nommées Susan et Lucy, un cousin nommé Eustache Clarence Scrubb ainsi qu'un oncle et une tante, nommés Harold et Alberta. Il a également des amis à Narnia, comme Tumnus ou Ripitchip.

## Acteurs
Dans l'adaptation en films réalisée par Walt Disney Pictures et 20th Century Fox dans les années 2000, Edmund est joué par Skandar Keynes.